# AKT1
AKT1 или RAC-алфа серин/треонин протеинкиназа е ензим, кодиран при човека от гена AKT1. Описани са няколко форми, продукт на алтернативен сплайсинг.

## Функция
Серин/треонин протеинкиназата AKT1 е каталитично неактивна в първични и обезсмъртени фибробласти, подложени на серумен глад. AKT1 и сходния ензим AKT2 се активират от разстежни фактори, продуцирани от тромбоцитите. Активацията е бърза и специфична, като се счита, че протича под действие на фосфатидилинозитол-3-киназа. В развитието на нервната система, AKT1 е медиатор за поддържането на жизнезненоспособността на невроните при стимулиране с разстежни фактори.